# An Intimate Evening with Dream Theater
An Intimate Evening with Dream Theater è stato un Minitour della band progressive metal, Dream Theater dalla durata di cinque giorni. Tutti i concerti sono stati registrati ed inseriti nell'EP, 5 Five Days In A Livetime.
La prima data si è svolta ad Old Bridge negli USA il 26 dicembre 1998 e la data conclusiva si è svolta a Poughkeepsie il 30 dicembre 1998.

## Tipica Scaletta
Scaletta del 26 dicembre 1998
- Cover My Eyes
- Speak To Me
- Lifting Shadows Off A Dream (New Intro)
- Hey You (Pink Floyd)
- The Silent Man (Electric Version)
- Different Strings (Rush)
- Wait For Sleep
- Anna Lee
- Eve
- Hollow Years
- The Way It Used To Be
- Since I'Ve Been Loving You (Led Zeppelin)
- To Live Forever /
- Lines In The Sand (Intro)
- -----Encore-----
- Oh Holy Night (Traditional)
- Bad (U2)

Scaletta del 27 dicembre 1998
- Speak To Me
- Lifting Shadows Off A Dream (New Intro)
- Hey You (Pink Floyd)
- The Silent Man (Electric Version)
- Cover My Eyes
- Different Strings (Rush) /
- Analog Kid (Rush) /
- La Villa Strangiato (Rush)
- Eve
- Wait For Sleep
- Since I'Ve Been Loving You (Led Zeppelin)
- Goodbye Yellow Brick Road (Elton John)
- Anna Lee
- Hollow Years
- Take Away My Pain
- Hell'S Kitchen
- The Way It Used To Be
- Bad (U2)
- -----Encore-----
- Perfect Strangers (Deep Purple)
- Oh Holy Night (Traditional)
- To Live Forever /
- Lines In The Sand (Intro)

Scaletta del 28 dicembre 1998
- Speak To Me
- Lifting Shadows Off A Dream (New Intro)
- Hey You (Pink Floyd)
- The Silent Man (Electric Version)
- Where Are You Now?
- Different Strings (Rush) /
- Analog Kid (Rush) /
- La Villa Strangiato (Rush)
- Eve
- Wait For Sleep
- Since I'Ve Been Loving You (Led Zeppelin)
- Take Away My Pain
- Hell'S Kitchen
- The Way It Used To Be
- Another Day
- Hollow Years
- To Live Forever /
- Lines In The Sand (Intro)
- -----Encore-----
- Bad (U2)
- Oh Holy Night (Traditional)

Scaletta del 29 dicembre 1998
- Speak To Me
- Lifting Shadows Off A Dream (New Intro)
- Hey You (Pink Floyd)
- The Silent Man (Electric Version)
- Where Are You Now?
- Different Strings (Rush) /
- Analog Kid (Rush) /
- La Villa Strangiato (Rush)
- Eve
- Wait For Sleep
- Since I'Ve Been Loving You (Led Zeppelin)
- Take Away My Pain
- Hell'S Kitchen
- The Way It Used To Be
- Another Day
- Hollow Years
- To Live Forever /
- Lines In The Sand (Intro)
- -----Encore-----
- Bad (U2)
- Oh Holy Night (Traditional)

Scaletta del 30 dicembre 1998
- Speak To Me
- Lifting Shadows Off A Dream (New Intro)
- Hey You (Pink Floyd)
- The Silent Man (Electric Version)
- Where Are You Now?
- Different Strings (Rush) /
- Analog Kid (Rush) /
- La Villa Strangiato (Rush)
- Keyboard Solo
- Wait For Sleep
- Since I'Ve Been Loving You (Led Zeppelin)
- Cover My Eyes
- Take Away My Pain
- Hell'S Kitchen
- Run Like Hell (Pink Floyd) /
- The Way It Used To Be /
- Won'T Get Fooled Again (The Who)
- Another Day
- Hollow Years
- Bad (U2)
- -----Encore-----
- Oh Holy Night (Traditional)

Paradigm Shift /
- Hot For Teacher (Van Halen) /
- Ice Cream Man (Van Halen) /
- Mean Streets (Van Halen) /
- Cygnus X-1 (Rush) /
- Rock N' Roll (Led Zeppelin)
- To Live Forever /
- Lines In The Sand (Intro)
- -----Encore-----
- Perfect Strangers (Deep Purple)
- Peruvian Skies (W/ Enter Sandman Teaser)

## Formazione
- James LaBrie – voce
- John Petrucci – chitarra, cori
- Derek Sherinian – tastiere
- John Myung – basso
- Mike Portnoy – batteria[1]

## Date e tappe
| Data             | Città        | Luogo                | Note  |
| ---------------- | ------------ | -------------------- | ----- |
| 26 dicembre 1998 | Old Bridge   | Birch Hill Note Club | [ 1 ] |
| 27 dicembre 1998 | Filadelfia   | The Electric Factory | [ 1 ] |
| 28 dicembre 1998 | New Haven    | Toad'S Place         | [ 1 ] |
| 29 dicembre 1998 | New York     | Iring Plaza          | [ 1 ] |
| 30 dicembre 1998 | Poughkeepsie | The Chance           | [ 1 ] |